# Ициксон, Юрий Ефимович
Ю́рий Ефи́мович (Хаи́мович) Ициксо́н (21 декабря 1914, Луганск — 30 ноября 1976, Чарджоу) — советский журналист, киносценарист.

## Биография
Родился в семье служащих. В шесть лет остался без отца. Мама Фаина Варшавская тоже рано ушла из жизни. Юрия Ефимовича воспитывали две незамужние тёти.
Окончил украинскую школу в Харькове. В 1932 году начал работать техником-нормировщиком отделения треста «Связьмонтаж» в Харькове. Позднее перебрался в Белоруссию. В Витебске в 1933—1938 гг. работал счетоводом- бухгалтером на чулочно-трикотажной фабрике «КИМ», затем был ответственным секретарем многотиражной газеты щетино-щёточного комбината. С 1938 г. штатный сотрудник «Витебский рабочий». Член ВКП(б).
Участник Великой Отечественной войны с 22 июня 1941 по 7 декабря 1945 года был в рядах Советской Армии, прошел с лейкой и блокнотом всю войну на передовой в составе Второго Белорусского фронта. Вначале был литсотрудником газеты «Боевое Знамя» 30-й армии. На февраль 1942 года — младший политрук, комиссар третьего батальона 1207 стрелкового полка 363-й стрелковой дивизии. Был тяжело ранен..

В октябре 1941 года участвовал в составе наступающих подразделений 251-й стрелковой дивизией в районе Батурино. С прибытием в 363-ю дивизию назначен на должность комиссара третьего батальона 1207 стрелкового полка. С этим батальоном, возглавляя его, участвовал в боях с немецкими оккупантами в районе села Клепенино 2-4 февраля 1942 года. В критические минуты боя личным примером воодушевлял бойцов, проявил себя мужественно и геройски. 4 февраля тяжело ранен в голову осколком мины и сейчас находится на госпитальном лечении.— из наградного листа на медаль «За отвагу», 19 февраля 1942 года
После войны направлен в Туркменистан на укрепление кадров. Работал заместителем редактора областной газеты «Большевик» в Ташаузе, затем корреспондентом республиканской газеты «Туркменская искра», заместителем редактора областной газеты «Коммунист» в Красноводске, редактором газеты «Красноводский рабочий» (ныне «Голос Туркменбашы»), собственным корреспондентом «Туркменской искры» по Чарджоуской области (1959). В 1964 г. заочно закончил с красным дипломом историко-юридический факультет Туркменского государственного университета в Ашхабаде, после чего перешёл на преподавательскую работу в Туркменский государственный педагогический институт имени Ленина (старший преподаватель кафедры философии). Одновременно редактировал многотиражную газету «Просвещенец». Член Союза журналистов СССР. Был депутатом Красноводского городского и Ашхабадского областного Совета народных депутатов. Участник ВДНХ (1965; свидетельство № 95789). Имел 4 спортивный разряд по шахматам (1958).

## Творчество
Юрий Ефимович считался одним из лучших журналистов Туркмении. Его фельетоны, которые он подписывал псевдонимом Ю. Строев, перепечатывала «Правда». В 1952 г. он получил от журнала «Крокодил» приглашение сотрудничать с журналом. В письме ответственного секретаря журнала Ефима Весенина от 21 марта 1952 года, в частности, говорилось:

«Уважаемый тов. Строев! Редакция журнала „Крокодил“ просит вас принять участие в постоянном и активном сотрудничестве в журнале. На первых порах хотелось бы получить от Вас тематическую заявку. На какие темы (конкретные и проблемные) вы могли бы выступить на страницах „Крокодила“. Вашу тематическую заявку мы обсудим у себя, включим в оперативный план очередных номеров. Конечно, сообщим Вам, чем следует заняться в первую очередь. Если у вас имеются готовые фельетоны, шлите их нам без предварительного согласования. Несколько общих замечаний. Фельетоны не должны превышать четырех страниц, факты, затронутые в фельетоне, должны, понятно, представлять интерес для читателей всего Союза. Разумеется, к фактическому фельетону желательно приложить документы. Будем рады установить с вами постоянную творческую связь. Если у вас будут темы и факты по вашей республике, мы, если не возражаете, будем иметь вас в виду, желаем всяческих успехов!» 
По сценарию Ициксона (Ю.Строева) (совместно с Ниссоном Зелеранским и Михаилом Блейманом) в 1965 г. была снята известная комедия «Туркменфильма» «Петух» с Леонидом Реутовым и Верой Сошальской в главных ролях.

## Награды
- Медаль «За отвагу» (СССР)
- Медаль «За оборону Москвы»
- Медаль «За победу над Германией в Великой Отечественной войне 1941—1945 гг.»
- Юбилейная медаль «Двадцать лет Победы в Великой Отечественной войне 1941—1945 гг.»
- Юбилейная медаль «50 лет Вооружённых Сил СССР»
- Медаль «За доблестный труд в ознаменование 100-летия со дня рождения В. И. Ленина»
- Почетная грамота Президиума Верховного Совета ТССР (1964).
- Победитель социалистического соревнования (1974).